# ジョン・ミルトン・ビゲロー
ジョン・ミルトン・ビゲロー（John Milton Bigelow、1804年6月23日 - 1878年7月18日）は、アメリカ合衆国の医師、植物学者である。

## 略歴
バーモント州のペルーの貧しい家に生まれた。学校の教師をして学資を稼ぎ、オハイオで医学を学び、1832年に医師の資格を得て、地方の医師となった。アマチュア植物学者として1841年にオハイオ州のフェアフィールド郡の薬用植物に関する著作、Florula Lancastriensisを発表した。当時のアメリカ合衆国の有力な植物学者、エイサ・グレイや ジョン・トーリーと手紙のやり取りをするようになった。
1848年にアメリカ陸軍のアミエル・ウィークス・ウィップルが率いる、メキシコとの国境地域の測量事業に医師、植物学者として参加し、植物調査、収集を行った。その後のウィップルの大陸横断鉄道の経路調査のための測量事業にも同行し植物採集を行った。
主にサボテンを収集し、それらはジョージ・エンゲルマンによって研究され、記載された。サボテン科の植物の種、 Cylindropuntia bigelovii にビゲローの名がつけられた。

## 著作
- Florula Lancastriensis. 1841.
- "The Medical Botany, Topography and Climate, of the Southwestern States and Territories,"  Detroit Review of Medicine.